# Flat Rock (condado de Henderson)
Flat Rock es una villa ubicada en el condado de Henderson en el estado estadounidense de Carolina del Norte. La localidad en el año 2000, tenía una población de 2.565 habitantes en una superficie de 20.6 km², con una densidad poblacional de 126.3 personas por km².

## Geografía
Flat Rock se encuentra ubicada en las coordenadas 35°16′0″N 82°27′12″O / 35.26667, -82.45333. Según la Oficina del Censo, la localidad tiene un área total de 20,6 km² (8 mi²), de la cual 20,3 km² (7,8 mi²) es tierra y 0,3 km² (0,1 mi²) (1.26%) es agua.

## Demografía
En el 2000 la renta per cápita promedia del hogar era de $67.813, y el ingreso promedio para una familia era de $81.811. El ingreso per cápita para la localidad era de $42.222. En 2000 los hombres tenían un ingreso per cápita de $55.263 contra $34.375 para las mujeres. Alrededor del 1.50% de la población estaba bajo el umbral de pobreza nacional.